# Time shifting
Time shifting – funkcja pauzowania i cofania audycji telewizyjnych podczas ich nadawania. Dostępna jest m.in. w dekoderach platform cyfrowych oraz w stacjonarnych nagrywarkach DVD z twardym dyskiem.